# Robert Kurež
Robert Kurež, slovenski nogometaš, * 20. julij 1991, Ptuj.
Kurež je profesionalni nogometaš, ki igra na položaju napadalca. Od leta 2022 je član slovenskega kluba Videm pri Ptuju. Pred tem je igral za slovenske klube Dravo Ptuj, Aluminij in Muro, grški Ergotelis ter avstrijske TUS Bad Waltersdorf, TUS Kirchbach, SU Straden in TUS St. Veit am Vogau. Skupno je v prvi slovenski ligi odigral 70 tekem in dosegel 15 golov. Bil je tudi član slovenske reprezentance do 16, 17 in 19 let.